# Papillaria subaongstroemiana
Papillaria subaongstroemiana là một loài Rêu trong họ Meteoriaceae. Loài này được M. Fleisch. mô tả khoa học đầu tiên năm 1908.